# Лубще
Лубще или Лубище (на македонска литературна норма: Лупште) е село в Северна Македония, в община Брод (Македонски Брод).

## География
Селото се намира в областта Поречие в източното подножие на планината Добра вода.

## История

### Етимология
Според академик Иван Дуриданов името е от първоначален патроним -ишти < -itji от личното име Лубо от Любо със затвърдяване на л' като в луге от л'уде.

### В Османската империя
Църквата „Св. св. Петър и Павел“ е средновековна, но не е известно времето на първоначалното ѝ изграждане. Според друг източник е от 1879 година.
В XIX век Лубще е село в Поречка нахия на Кичевска каза на Османската империя. В „Етнография на вилаетите Адрианопол, Монастир и Салоника“, издадена в Константинопол в 1878 година и отразяваща статистиката на населението от 1873 година Лубище (Lubischté) е посочено като село с 29 домакинства със 123 жители българи.
Според статистиката на Васил Кънчов („Македония. Етнография и статистика“) от 1900 година Лубще (Лубище) е населявано от 286 жители българи християни.
На Етнографската карта на Битолския вилает на Картографския институт в София от 1901 година Лобище е чисто българско село в Кичевската каза на Битолския санджак с 40 къщи.
Цялото село в началото на XX век е сърбоманско. Според митрополит Поликарп Дебърски и Велешки в 1904 година в Лубще има 58 сръбски къщи. По данни на секретаря на Българската екзархия Димитър Мишев („La Macédoine et sa Population Chrétienne“) в 1905 година в Лутце има 320 българи патриаршисти сърбомани.
При избухването на Балканската война в 1912 година 1 човек от Лубще е доброволец в Македоно-одринското опълчение.

### В Сърбия, Югославия и Северна Македония
След Междусъюзническата война в 1913 година селото попада в Сърбия.
На етническата си карта на Северозападна Македония в 1929 година Афанасий Селишчев отбелязва Лубище като българско село.
Според преброяването от 2002 година селото има 67 жители македонци.

## Личности
Родени в Лубще
- Зафир Премчев (Зафир Премчевић, 1872 – 1937), сърбомански четнически войвода
- Зоран Милески (* 1958), офицер, генерал-майор от Северна Македония
- Митре Дуко, българин, православен, арестуван преди април 1904 година, обвинен, че е бил „помагач и водач на българската комитска чета, която убила Темяна от същото село“, затворен в следствения арест от Апелативния наказателен съд, амнистиран с общата амнистия от 12 април 1904 година[12]
- Секула Дуков, български революционер от ВМОРО, четник на Ванчо Сърбаков[13]
- Стефан Петревски Угриновски, четнически войвода
- Тренко Неделко, българин, православен, арестуван преди април 1904 година, обвинен, че е бил „помагач и водач на българската комитска чета, която убила Темяна от същото село“, затворен в следствения арест от Апелативения наказателе съд, амнистиран с общата амнистия от 12 април 1904 година[12]